# 松科沃
松科沃（羅馬化：Sonkovo）是俄罗斯特维尔州的市级镇，为该州松科沃区行政中心及规模最大聚居地，也是该区唯一的一座市级镇。地处特维尔州东北部，位于伏尔加河流域锡季河一支流卡缅卡河（Каменка）河畔，在州府特维尔东北方，东距特维尔州与雅罗斯拉夫尔州州界约15公里。附近主要聚居地有别热茨克、红霍尔姆、克索瓦戈拉。
镇内设有同名铁路车站，位于莫斯科－圣彼得堡线上。
建于19世纪，1927年设市级镇。该地2022年人口有3,452人；2010年人口4,164；2002年人口4,577；1989年人口5,988。